# エリザベッタ・デ・ガンバリーニ

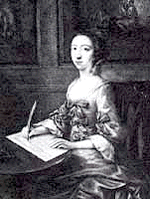
エリザベッタ・デ・ガンバリーニ（1748年）

エリザベッタ・デ・ガンバリーニ（Elisabetta de Gambarini, 1731年9月7日 ロンドン – 1765年2月9日）は、イギリスの指揮者・声楽家・オルガニスト・チェンバロ奏者・作曲家。イタリア系音楽家のチャールズ・ガンバリーニの夭折した娘であった。
1747年4月1日にヘンデルのオラトリオ《ユダス・マカベウス》の初演にソプラノ歌手として出演した。作曲家としては、1748年に《ハープシコードのための6つのレッスン》作品1（アイルランドのハウ子爵夫人に献呈）と《イタリアとイギリスの歌曲を含んだハープシコードのためのレッスン集》作品2（皇太子（プリンス・オブ・ウェールズ）フレデリック・ルイスに献呈。ナサニエル・ハウ作画による17歳当時のガンバリーニの肖像画つき）の2点を出版している。